# Pandanus acladus
Pandanus acladus är en enhjärtbladig växtart som beskrevs av Elmer Drew Merrill. Pandanus acladus ingår i släktet Pandanus och familjen Pandanaceae.
Artens utbredningsområde är Filippinerna. Inga underarter finns listade.